# Železniční trať Ruse–Varna
Železniční trať Ruse–Varna je jednokolejná elektrizovaná železniční trať normálního rozchodu 1435 mm, která se nachází v severovýchodním Bulharsku. V síti bulharských železnic má číslo 9. Trať v délce 224 km byla zprovozněna 7. listopadu 1866 a jedná se tak o první železniční trať na území dnešního Bulharska. Proto bývá její název uváděn tradičně až do Varny, nicméně podle dělení bulharské železniční sítě končí ve stanici Kaspičan a má délku 137 km.
Ve stanici Ruse je trať propojena s železniční tratí č. 4 do Gorné Orjachovici a Staré Zagory a přes Dunajský most s rumunskou železniční sítí. Ve stanici Samuil z ní odbočuje železniční trať č. 91 do Silistry a ve stanici Kaspičan se napojuje na železniční trať č. 2 spojující Varnu a Sofii. V Kaspičanu také odbočovala uzavřená a demontovaná úzkokolejná železniční trať č. 28 do Nového Pazaru.

## Trať

### Vedení
Za Ruse vede trať jihovýchodním směrem a stoupá oblouky do stanice Obrazcov Čiflik, která leží přibližně o 100 m výše, přičemž se mírně stáčí k jihu. Odtud na jihovýchod sleduje členitou krajinu Ludogorské plošiny a stoupá až do výšky 450 m n. m., kterou dosahuje před stanicí Samuil. Dále stále oblouky sleduje zvlněný terén a svého nejvyššího místa dosahuje za stanicí Visoka Poljana (cca 475 m). Odtud stále jihovýchodním směrem příkřeji klesá až do stanice Kaspičan ve výšce necelých 100 m.

### Parametry
Železniční trať Ruse–Varna v délce 224 km byla vybudována s minimálním poloměrem oblouků 335 m, maximálním sklonem 25 ‰. Původně byly na trať položeny kolejnice typu PB - 32 kg/m' o délce 6–7 m. Ty byly letech 1958–1960 nahrazeny kolejnicemi typu 49 kg/m' (S49) na železobetonových pražcích.
Následující tabulka udává maximální povolené rychlosti na uvedených úsecích ve stavu k 29. 5. 2022.
| ze stanice           | do stanice     | rychlost [km/h] |
| -------------------- | -------------- | --------------- |
| Ruse Razpredelitelna | Jastrebovo     | 70              |
| Jastrebovo           | Senovo         | 80              |
| Senovo               | Prostorno      | 100             |
| Prostorno            | Razgrad        | 80              |
| Razgrad              | Jasenovec      | 75              |
| Jasenovec            | Samuil         | 80              |
| Samuil               | Visoka Poljana | 80              |
| Visoka Poljana       | Chitrino       | 70              |
| Chitrino             | Pliska         | 80              |
| Pliska               | Kaspičan       | 70              |

### Stanice

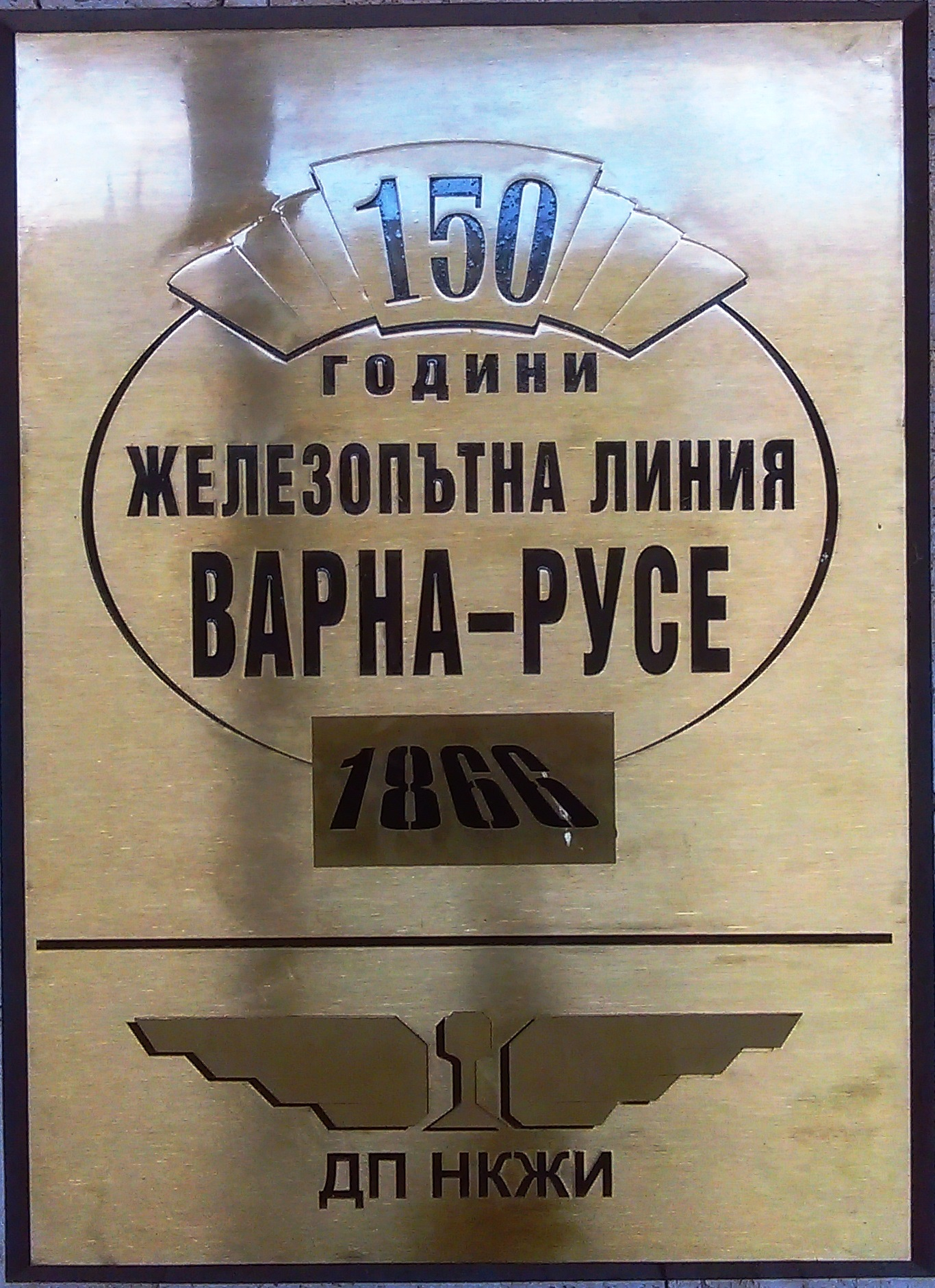
Pamětní deska první železnice v Bulharsku na hlavním nádraží ve Varně

Mnoho nástupišť je v oblouku zcela nebo nebo částečně s poloměry od 500 do 1000 m a mírným sklonem. Existují i místa s větším sklonem: stanice Červena Voda – sklon 9,4 ‰, Samuil – 12,8 ‰ a další. Odbavovací budovy jsou jednopodlažní, pouze v nádraží Ruse je dvoupatrová budova. Dnes v něm sídlí Národní dopravní muzeum.
| název stanice        | manipulační a obslužné koleje | manipulační a obslužné koleje | manipulační a obslužné koleje |
| název stanice        | počet kolejí                  | maximální užitečná délka [m]  | minimální užitečná délka [m]  |
| -------------------- | ----------------------------- | ----------------------------- | ----------------------------- |
| Ruse Razpredelitelna | 6                             | 719                           | 440                           |
| Obrazcov Čiflik      | 2                             | 570                           | 559                           |
| Jastrebovo           | 3                             | 700                           | 667                           |
| Vetovo               | 4                             | 840                           | 455                           |
| Senovo               | 2                             | 645                           | 645                           |
| Prostorno            | 2                             | 790                           | 785                           |
| Razgrad              | 4                             | 690                           | 602                           |
| Samuil               | 4                             | 810                           | 670                           |
| Visoka Poljana       | 3                             | 626                           | 618                           |
| Chitrino             | 3                             | 755                           | 503                           |
| Pliska               | 3                             | 842                           | 614                           |
| Kaspičan             | 8                             | 663                           | 350                           |

### Technická infrastruktura

#### Mosty
| úsek                                   | staničení [km] | délka [m] | materiál    | překážka               |
| -------------------------------------- | -------------- | --------- | ----------- | ---------------------- |
| Ruse Razpredelitelna – Obrazcov Čiflik | 1,700          | 36,00     | železobeton | místní komunikace      |
| Vetovo                                 | 34,130         | 20,00     | železobeton | silnice III-2001       |
| Razgrad                                | 66,101         | 20,00     | železobeton | silnice II-49          |
| Samuil                                 | 89,288         | 8,00      | železobeton | silnice III-2005       |
| Chitrino – Pliska                      | 127,133        | 23,20     | železobeton | Kamenica               |
| Pliska – Kaspičan                      | 135,166        | 61,30     | železobeton | chráněná oblast Kaňona |

## Provoz
Na počátku roku 2025 jezdí mezi Kaspičanem a Ruse čtyři páry osobních vlaků denně, z toho dva spěšné.

## Dějiny

### Příprava
Projekt železničního propojení důležitého dunajského přístavu Ruse se Saroským zálivem v Marmarském moři vypracovali angličtí inženýři a schválil ho osmanský sultán 29. prosince 1856. V soutěži na výstavbu trati a její následné provozování se předháněly anglické a francouzské společnosti. Také šumenští obchodníci požádali sultána Abdülmecida I. o udělení koncese, ale nebylo jim vyhověno. V říjnu 1863 osmanský velvyslanec v Londýně Musiriye paša uzavřel smlouvu s anglickou společností Barkley založenou speciálně pro tento účel bratry Henrym a Trevorem Barkleyovými s účastí britského ministra financí Williama Gladstona. Smlouva o výstavbě, která měla trvat nejdéle tři roky, zároveň udělovala koncesi k provozování trati z Ruse do Varny na dobu 99 let. Ohledně trasy a staveb nebyly dohodnuty přesné detaily. Turecká vláda předpokládala, že koncové body jsou známy a nelze je změnit a že mezilehlý bod Šumen nemůže být za žádných okolností opomenut.
Původním účelem železniční trati bylo zkrátit trasu mezi Londýnem a Cařihradem obejitím dolního toku Dunaje. K tomu účelu měly sloužit tři projektované železniční trasy. Původně uvažovaná trasa měla vést ze Silistry, ale Ruse bylo už v té době hospodářsky významnější, argumentovalo se výhodnějším obsloužením bohaté obilné oblasti v prostoru Ruse–Šumen–Varna–Silistra a v neposlední řadě proti této variantě lobovali zástupci Šumenu. Vhodná doba k realizaci nastala po krymské válce, kdy došlo k lokálnímu oslabení moci Ruska. První trať spojila Černou Vodu na Dunaji a Constantu u Černého moře a byla dokončena v roce 1860. Trať Ruse–Varna byla druhým takovým spojením mezi dvěma vodními cestami. Třetí byla železniční trať Bukurešť–Giurgiu dokončená v roce 1869. Nakonec byly všechny tři tratě postaveny anglickými společnostmi.

### Výstavba
První výkop byl proveden 21. května 1864 v Ruse a stavba začala se všemi nezbytnými nástroji a strojním zařízením dováženým z Anglie a pracovní silou najatou místně, včetně povozů. Angličtí inženýři vedeni zájmy společnosti vedli trasu v přímé linii s malým rozsahem infrastruktury a minimálními zemními pracemi, aniž by brali v úvahu zájmy obyvatelstva a místního obchodu. Dokonce ignorovali strategickou polohu vojenského centra Šumen, protože jeho napojení na železniční trasu by vyžadovalo velký objem zemních prací a nákladné infrastruktury. Město zůstalo 20 km od železniční trati a společnost navrhla jeho propojení odbočkou ze stanice Kaspičan.
Práce na trati probíhaly současně z obou konců do středu. Během jednoho roku bylo postaveno asi 150 km tati z Ruse do Razgradu a z Varny do Nového Pazaru. Ke konci srpna 1865 bylo dokončeno 160 km z celkové délky trati 224 km a na zbývajících 64 km končily zemní práce. Z Varny byly položeny koleje do stanice Carevci v délce 32 km a z Ruse do Červené Vody v délce 22,5 km. Základy odbavovacích budov ve Varně a Ruse byly dokončeny a břeh Dunaje byl zvýšen a zpevněn opěrnou zdí kvůli snížení rizik způsobených velkou vodu a ledem. Výstavba trati trvala přibližně dva roky a 7. listopadu 1866 tehdejší guvernér Dunajského vilájetu Midhat paša projel vlakem z Ruse do Varny bez přestupu, načež prohlásil trať za otevřenou.
Když byla trať zprovozněna, měla 11 stanic: Rusçuk, Çervena Voda, Vetova, Herazgrad, Işıklar, Şeytancik, Kayaldere, Şumlari, Pravadı, Gebece a Varna. Stanice byly podél trati rozmístěny velmi nerovnoměrně ve vzdálenostech 17 až 33 km v závislosti na předpokládaném místním provozu.
Při zprovoznění trati bylo hlavní depo umístěno v Ruse a provozní depo ve Varně. Lokomotivní depo v Ruse mělo dílnu, ve které byly dvě koleje s kanály pro mazání, mytí a drobné běžné opravy lokomotiv. V depu bylo zauhlovací zařízení a voda byla dodávána z vodárenské věže, která se zachovala dodnes. Provozní depo Varna mělo také malou dílnu vybavenou nástrojovým zařízením. V obou depech sloužily k pohonu parní stroje dodané z Anglie a ty poháněly převodové hřídele soustruhů a dalších strojů. Parní stroj z depa Varna je zachován a instalován jako muzejní exponát před vozovnou. Kromě výšeuvedených dvou dep bylo vybudováno pomocné depo ve stanici Červena Voda.

### Koncese

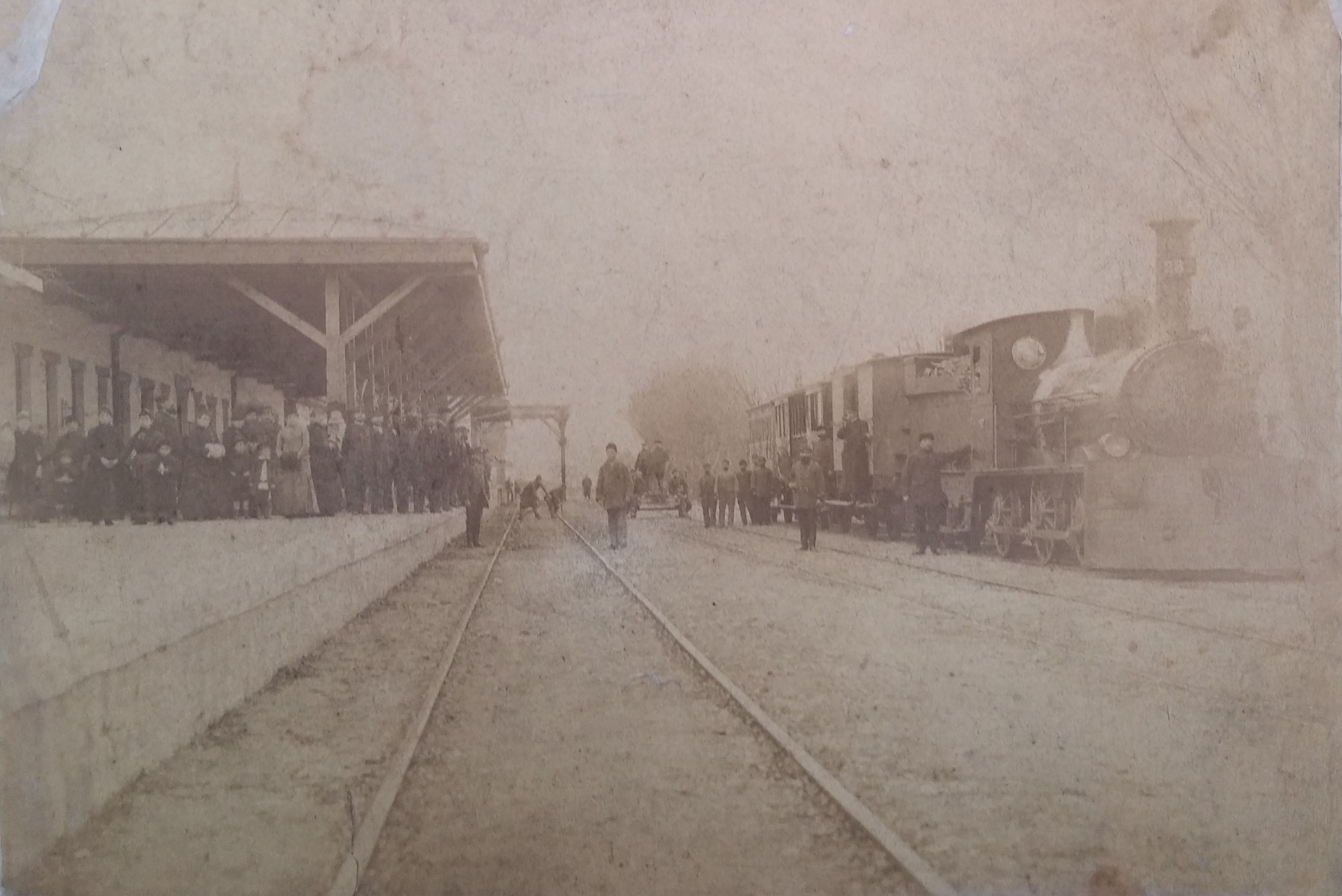
Příjezd prvního vlaku Bulharských železnic do Varny v roce 1888

V roce 1873 postoupila anglická společnost provozování trati osmanské vládě za odstupné ve výši 2 miliony liber. Ta poté převedla provoz na společnost Chemins de fer Orientaux barona Hirsche. Vláda odváděla společnosti roční platbu ve výši 140 000 britských liber až do roku 1874 a poté proplácení ukončila.
Bezprostředně po osvobození Bulharska, před zahájením Berlínského kongresu (červen 1878), zaslal koncesionář britské delegaci memorandum s žádostí, aby při urovnávání nové politické situace na Balkáně obhajovala jeho zájmy. V důsledku toho byl do Berlínské smlouvy vložen článek 10, podle něhož závazky na železniční trati Ruse–Varna přecházejí z Osmanské říše na Bulharské knížectví a účetní vyrovnání se dohodne mezi Bulharskem, Osmanskou říší a společností Chemins de fer Orientaux.
Měsíc po sestavení první bulharské vlády se na ni obrátil britský diplomatický zástupce v Sofii s výzvou, aby zaplatila společnosti Chemins de fer Orientaux dluhy zděděné po Osmanské říši a dluhy vzniklé po osvobození Bulharska. Firma chtěla vyplácet 3,5 milionu zlatých leva ročně a bulharská vláda nabízela 1 milion zlatých leva, a proto zahájená jednání nepřinesla výsledky. Do října 1883 nebylo dosaženo žádné dohody a britská vláda pohrozila Bulharskému knížectví, že pokud nebude dosaženo dohody, Velká Británie vyzve signatáře Berlínské smlouvy, aby prověřili chování bulharské vlády. Zástupci společnosti přijali návrh bulharské vlády jednat přímo o koupi trati. V té době (1883–1885) jezdil po trati Orient expres. Příslušná jednání pokračovala až do června 1884. Součástí příprav na změnu se stalo založení Bulharských státních drah 10. srpna 1885.
Sjednocení východní Rumélie s Bulharským knížectvím v roce 1885 oddálilo uzavření dohody. Koupě trati byla formalizována zákonem z 24. srpna 1886. Společnost Chemins de fer Orientaux přihlásila pohledávku ve výši 44 500 000 zlatých leva a za podpory Velké Británie se ji podařilo tuto cenu prosadit, i když představovala téměř třikrát tolik, než byla skutečná hodnota trati. Pro srovnání státní příjmy za rok 1886 činily 42 milionů zlatých leva. Na zaplacení linky získalo Bulharské knížectví svou první státní půjčku u Velké Británie a převod trati se uskutečnil 10. srpna 1888, přičemž celková částka včetně úroků dosáhla 52 307 000 zlatých leva.

### Rekonstrukce a modernizace
Z konce 19. století se dochovaly doklady o špatné správě železniční trati. Po propojení trati ve stanici Kaspičan se zbytkem železniční sítě Bulharska vzniklo provozní depo i zde.
V roce 1970 byl otevřen přístav Ruse iztok napojený k železničnímu uzlu stanicí Ruse Sever a novou stanicí Ruse Iztok se seřaďovacím a nákladovým nádražím. Mezi těmito body bylo postaveno 18,5 km kolejí a propojení do stanice Ruse Razpredelitelna.
V roce 1982 byla zprovozněna odbočka Asparuch s napojením na železniční trať č. 2 ve stanici Madara. Byla elektrizovaná a její délka byla 5,966 km. Tímto spojením mohly jezdit přímé vlaky z Ruse do Šumenu a zpět, aniž by vjížděly do stanice Kaspičan. Kvůli sníženým objemům přepravy 90. letech 20. století byla železniční stanice Asparuch uzavřena a spojení se stanicí Madara bylo zrušeno.
Trať byla plně elektrizována v roce 1983.